# Felisa Vergara
Felisa Vergara fue una escritora y activista feminista chilena más conocida por su labor en pro de los derechos de las mujeres y el voto femenino en Chile.
Fue una de las fundadoras del Movimiento Pro-Emancipación de las Mujeres de Chile el 11 de mayo de 1931 junto a las activistas Elena Caffarena, Gabriela Mandujano, Eulogia Román, Marta Vergara, María Ramírez, Domitila Ulloa y Olga Poblete. Además, fundó el Comité Pro Derechos Civiles de la Mujer en la década de 1930 —junto a Amanda Labarca y Elena Doll—, institución que presentaría un proyecto de ley sobre los derechos civiles y políticos del mundo femenino chileno, mientras que tuvo una destacada participación en el primer Congreso de Mujeres de Chile.
Además, escribió para la revista feminista Acción Femenina durante mediados de la década de 1930.